# Depourile Metrorex
Depourile din rețeaua de metrou sunt construcții destinate întreținerii trenurilor de metrou din București. O parte din acestea sunt subterane, pe când altele se află la suprafață. Odată cu deschiderea ultimului tronson din M4, fiecare magistrală va avea cel puțin un depou: Ciurel (lângă stația Petrache Poenaru) și Pantelimon pe M1, Berceni (înainte de 2009 numit I.M.G.B.) pe M2, Militari pe M3 și Străulești pe M4. Pentru prima fază a M5 este prevăzut un depou nou lângă stația Valea Ialomiței.:p. 37
Depourile aparțineau inițial Întreprinderii de Exploatare a Metroului. În urma reorganizării din 1999 a fost înființată Societatea Comercială de Revizii, Reparații Rame de Metrou și Instalații (RRRMI) ca filială a Metrorex iar depourile au fost transferate aceste societăți. După externalizarea mentenanței către Alstom, cele 4 depouri existente în acel moment sunt transferate către această companie.

## Depoul Ciurel

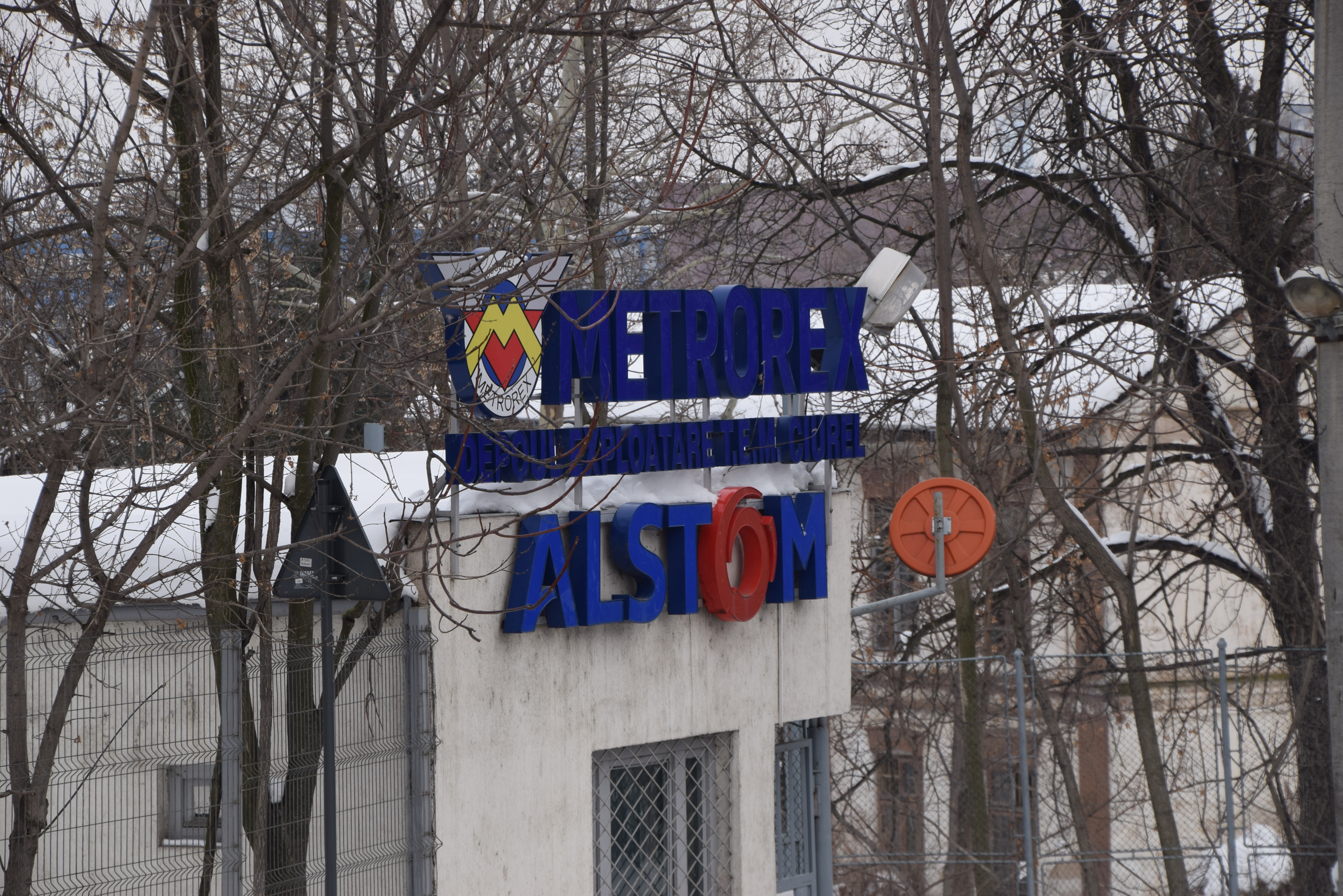
Intrarea în depoul Ciurel

Depou Ciurel se află în apropierea stației Petrache Poenaru și este cel mai vechi dintre depourile din rețeaua Metrorex, fiind deschis o dată cu primul segment de metrou, în 1979. Depoul este construit în totalitate în subteran, trenurile de metrou fiind introduse în rețea prin intermediul unei linii ferate ce venea de la Gara Cotroceni.
A fost conceput de o echipă  de arhitecți formată din Ileana Papina (șef proiect), Ioan Novițchi și tehnician Marcela Oreste. Construcția, realizată prin săpătură deschisă, din beton armat cu compartimentări din cărămidă, are o suprafață de aproximativ 10.000 m² și 3 zone principale: zona stației de întreținere, zona atelierelor și spațiile administrative. Zona de întreținere este formată dintr-o zonă de macaze care asigură distribuirea vagoanelor către diversele posturi de lucru și din liniile de întreținere, dotate cu peroane realizate astfel încât să permită accesul angajaților la principalele sisteme ale trenurilor de metrou.

## Depoul Pantelimon
Depoul Pantelimon este un depou de suprafață ce se află lângă lacul cu același nume, fiind deschis în 1992. Este cel mai mare depou din rețea, având 17 linii, inclusiv o buclă exterioară de întoarcere a trenurilor. Aici sunt de asemenea trenuri IVA și Bombardier

## Depoul Berceni (I.M.G.B.)

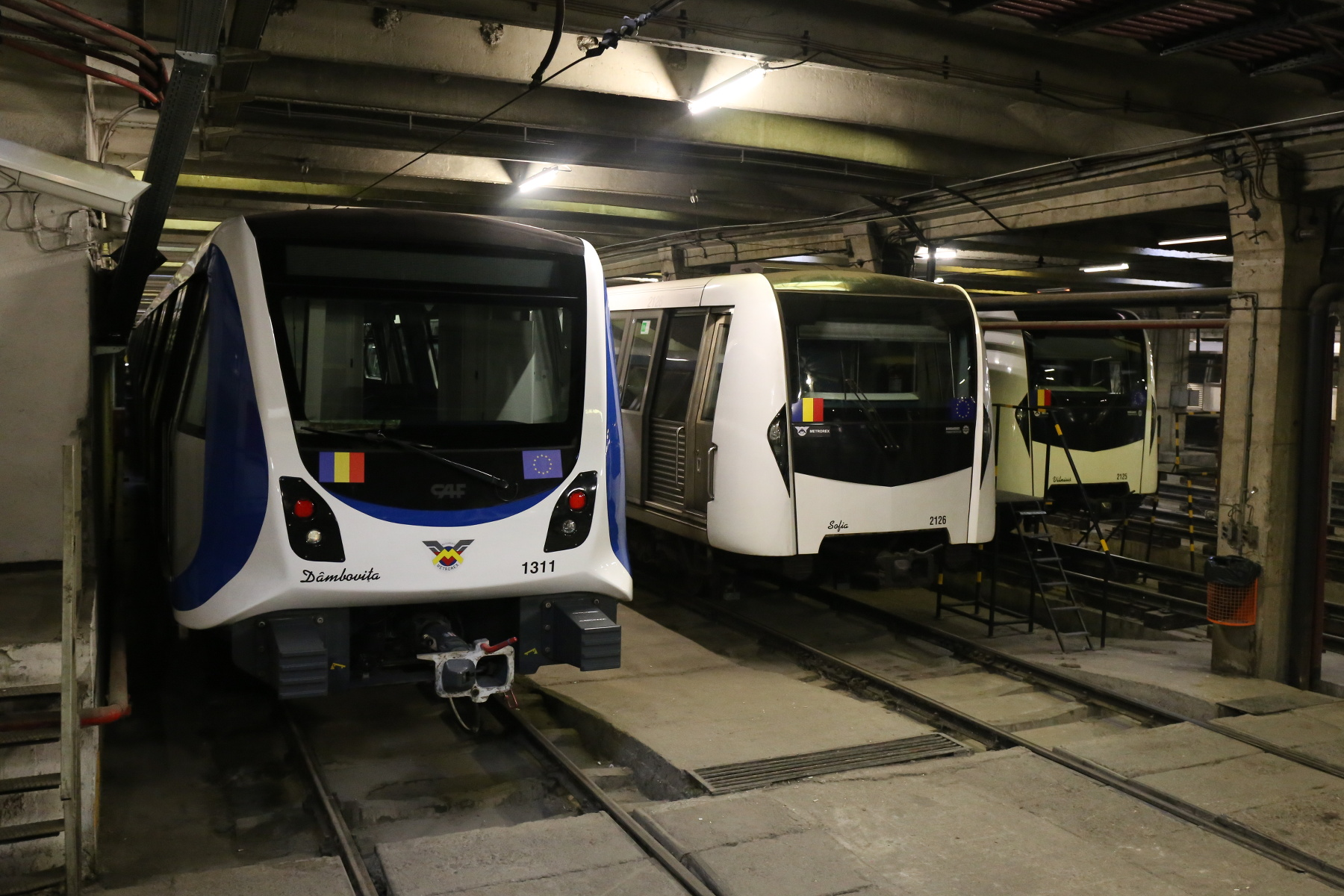
Rame de metrou în depoul Berceni

Depoul Berceni este plasat în partea de sud a orașului, fiind legat de centura feroviară a Bucureștiului, ceea ce permite introducerea noilor trenuri în rețea prin acest depou. Are două nivele, unul subteran și unul la suprafață, accesul la nivelul inferior făcându-se între stațiile Dimitrie Leonida și Berceni.

## Depoul Militari
Depoul Militari este aflat la suprafață, în partea de vest a orașului, la capătul fostei Platforme Industriale Militari și în imediata apropiere a depoului STB Militari. A fost dat în exploatare pe 19 august 1983 împreună cu racordul Eroilor−Industriilor al magistralei I (astăzi parte din M3).

## Depoul Străulești
Depoul Străulești a fost inaugurat la 12 noiembrie 2018, având o suprafață de 11.000 de metri pătrați și 13 linii, unde pot fi garate sau reparate, în același timp, șapte trenuri.
Depoul Străulești este amplasat în vecinătatea lacului Străulești și este racordat la sud-est printr-o galerie de legătură la stația de metrou Străulești. Are o lungime de 170 m și 13 linii. Depoul Străulești va deservi și viitoarele trenuri care vor circula pe magistrala M6 (1 Mai – Otopeni).

## Depoul Valea Ialomiței

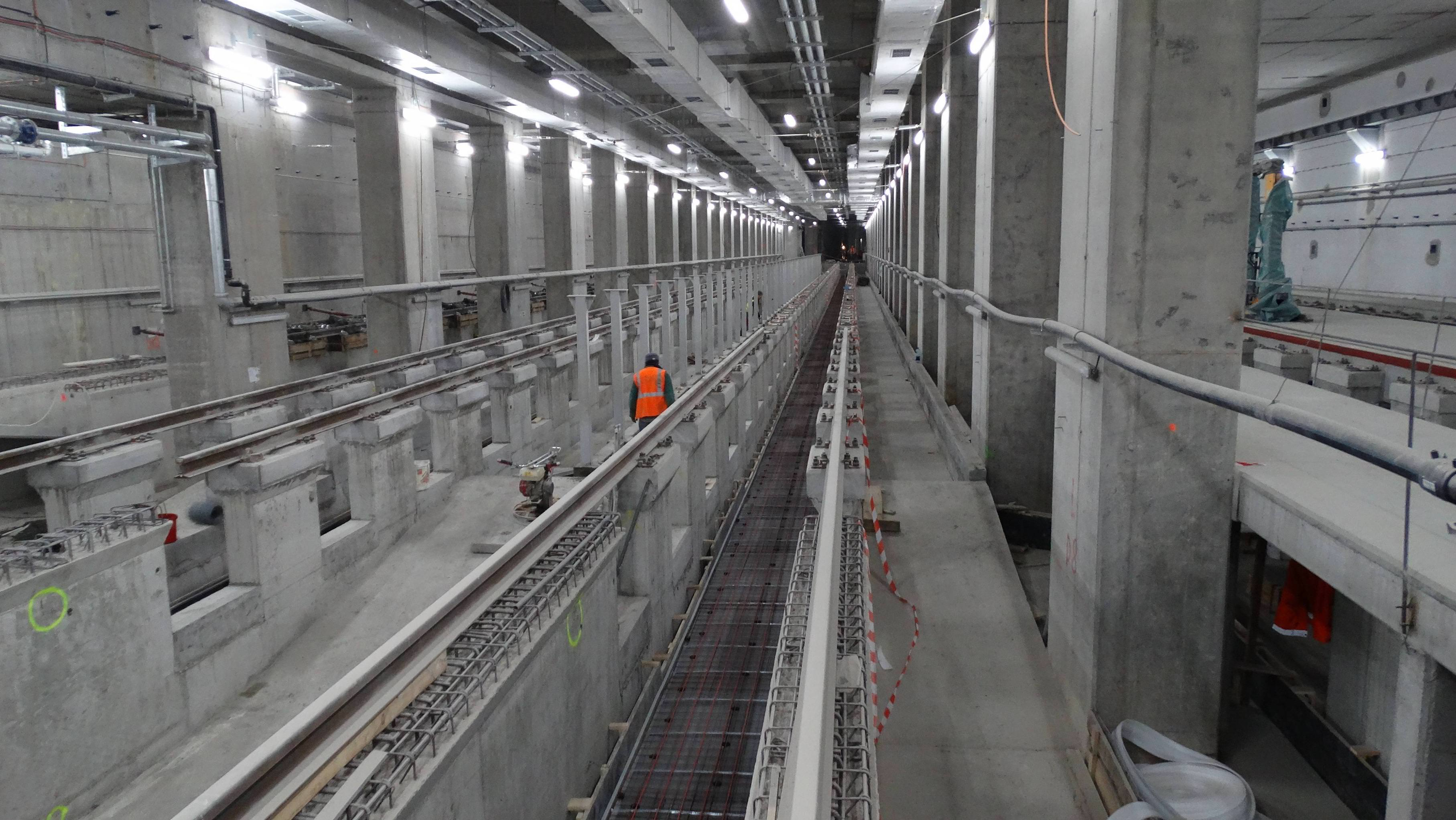
Depoul Valea Ialomiței în decembrie 2017

La sfârșitul anului 2017, depoul Valea Ialomiței se afla în construcție. A fost dat în folosință la data de 15 septembrie 2020 odată cu deschiderea magistralei 5 de metrou.